# Eleocharis cancellata
Eleocharis cancellata là loài thực vật có hoa trong họ Cói. Loài này được S.Watson mô tả khoa học đầu tiên năm 1883.